# Конфіденційність в Інтернеті
Конфіденційність в Інтернеті передбачає право на особисту конфіденційність щодо зберігання, перепрофілювання, надання третім особам та відображення інформації, що стосується вас, через Інтернет. Конфіденційність в Інтернеті — це частина конфіденційності даних. Проблеми конфіденційності були сформульовані з самого початку широкомасштабного спільного використання комп'ютерів.
Конфіденційність може охоплювати як особову інформацію (персональні дані), так і інформацію, яка не є ідентифікаційною, таку як поведінка користувача на вебсайті. До персональних даних відноситься будь яка інформація, яка може бути використана для ідентифікації особи. Наприклад, лише вік та фізична адреса можуть ідентифікувати особу без явного розголошення її імені, оскільки ці два фактори досить унікальні, щоб зазвичай ідентифікувати конкретну особу. Інші форми ідентифікаційної інформації незабаром можуть включати дані відстеження GPS, які використовуються додатками, оскільки щоденної інформації про поїздки на роботу й повсякденні справи може бути достатньо, щоб ідентифікувати особу.
Було висловлено припущення, що «привабливість онлайн-сервісів полягає в тому, щоб навмисно передавати особисту інформацію». З іншого боку, у своєму есе «Цінність конфіденційності» експерт з безпеки Брюс Шнаер каже: «Конфіденційність захищає нас від зловживань тими, хто при владі, навіть якщо ми не робимо нічого поганого під час спостереження».

## Рівні конфіденційності
Інтернет та цифрова конфіденційність розглядаються інакше, ніж традиційні очікування конфіденційності. Конфіденційність в Інтернеті в першу чергу стосується захисту інформації користувачів. Професор права Джеррі Кан пояснює, що термін конфіденційність означає простір, рішення та інформацію. З точки зору простору, люди очікують, що в їхні фізичні простори (наприклад, будинки, автомобілі) не будуть вторгнені. Конфіденційність у сфері прийняття рішень найкраще ілюструє знакова справа Роу проти Вейда. Нарешті, конфіденційність інформації стосується збору інформації користувачів із різних джерел, що викликає широке обговорення.
Людям, які не надто піклуються про конфіденційність в Інтернеті, не потрібно досягати повної анонімності. Користувачі Інтернету можуть захистити свою конфіденційність шляхом контрольованого розкриття особистої інформації. Розкриття IP-адрес, профілювання, що не ідентифікує особу, та подібна інформація може стати прийнятним компромісом для зручності, яку в іншому випадку користувачі можуть втратити, використовуючи обхідні шляхи, необхідні для суворого придушення таких деталей. З іншого боку, деякі люди прагнуть набагато більшої конфіденційності. У цьому випадку вони можуть намагатися досягти анонімності в Інтернеті щоб не дати жодним третім сторонам можливості пов'язувати діяльність в Інтернеті з особистою інформацією користувача. Щоб зберегти конфіденційність своєї інформації, люди повинні бути обережними з тим, що вони викладають і переглядають в Інтернеті. Під час заповнення форм і купівлі товарів відстежується інформація, і оскільки вона не була приватною, деякі компанії розсилають Інтернет користувачам спам і рекламу подібних продуктів.
Існує також кілька урядових організацій, які до певної міри захищають конфіденційність та анонімність особи в Інтернеті. У статті, представленій FTC, у жовтні 2011 року було звернено увагу на ряд вказівок, які допомагають окремому користувачеві Інтернету уникнути можливої крадіжки особистих даних та інших кібератак. Рекомендується, серед іншого, запобігати або обмежувати використання номерів соціального страхування в Інтернеті, бути обережними до електронних листів, включаючи спам, пам'ятати про особисту фінансову інформацію, створювати надійні паролі та керувати ними, а також використовувати безпечні способи перегляду вебсторінок.
Розміщення інформації в Інтернеті може бути шкідливим або піддавати людей до зловмисних атак. Деяка інформація, розміщена в Інтернеті, зберігається десятиліттями, залежно від умов надання послуг та політики конфіденційності окремих послуг, які пропонуються в Інтернеті. Це може включати коментарі, написані в блогах, зображеннях і вебсайтах, таких як Facebook і Twitter, тощо. Деякі роботодавці можуть досліджувати потенційного працівника, шукаючи в Інтернеті подробиці їхньої поведінки в Інтернеті, що, можливо, вплине на результат успіху кандидата.

## Ризики конфіденційності в Інтернеті
Компанії відстежують поведінку користувачів на вебсайтах, щоб потім використовувати цю інформацію, наприклад, надсилаючи рекламу на основі історії перегляду вебсторінок . Існує багато способів, за допомогою яких люди можуть розголошувати свою особисту інформацію, наприклад, використовуючи соціальні мережі та надсилаючи інформацію про банківські рахунки та кредитні картки на різні вебсайти. Крім того, безпосереднє спостереження за поведінкою користувачів, наприклад за їхніми пошуковими запитами або вмістом профілю Facebook чи інших соціальних мереж, може автоматично оброблятися, щоб зробити висновок про потенційно нав'язливі деталі про особу, такі як сексуальна орієнтація, політичні та релігійні погляди, раса, вживання психоактивних речовин, інтелект, і особистість.
Ті, хто стурбований конфіденційністю в Інтернеті, часто посилаються на низку ризиків конфіденційності — подій, які можуть поставити під загрозу конфіденційність — з якими можна зіткнутися під час онлайн-дій. Вони варіюються від збору статистичних даних про користувачів до більш зловмисних дій, таких як поширення шпигунського програмного забезпечення та експлуатації різних форм помилок (помилки програмного забезпечення).
Кілька вебсайтів соціальних мереж намагаються захистити особисту інформацію своїх користувачів, а також надають попередження через угоду про конфіденційність та умови користування їхнім вебсайтом. Наприклад у Facebook, налаштування конфіденційності доступні для всіх зареєстрованих користувачів: вони можуть заблокувати певним особам доступ до свого профілю, вони можуть вибрати своїх «друзів», а також можуть обмежити доступ до їхніх фотографій, відео та іншої інформації з їхнього профілю. Налаштування конфіденційності також доступні на інших вебсайтах соціальних мереж, таких як Google Plus і Twitter. Користувач може застосувати такі налаштування при наданні особистої інформації в Інтернеті. Electronic Frontier Foundation створив набір посібників, щоб користувачам було легше використовувати ці налаштування конфіденційності та Zebra Crossing: простий у використанні контрольний список цифрової безпеки [Архівовано 16 лютого 2022 у Wayback Machine.] — це онлайн-ресурс, який підтримується волонтерами.
Наприкінці 2007 року Facebook запустив програму Beacon, в рамках якої записи про оренду користувачів були оприлюднені для друзів. Багато людей були розлючені цим порушенням конфіденційності, і було відкрито судову справу Лейн проти Facebook, Inc.
Діти та підлітки часто використовують Інтернет (включаючи соціальні медіа) у спосіб, який загрожує їх конфіденційності: це викликає дедалі більше занепокоєння серед батьків. Молодь також може не усвідомлювати, що вся їхня інформація може переглядатися та відстежуватися під час відвідування певного сайту, і що вони мають захищати власну конфіденційність. Вони повинні бути поінформовані про всі ці ризики. Наприклад, у Twitter загрози включають скорочені посилання, які можуть призвести до потенційно шкідливих вебсайтів або забороненого вмісту. Загрози з боку використання електронної пошти включають шахрайство з електронною поштою та вкладення, які переконують користувачів встановити зловмисне програмне забезпечення та розкрити особисту інформацію. На сайтах Torrent загрози відносять зловмисне програмне забезпечення, яке ховається у відео, музиці та завантаженні програмного забезпечення. Під час використання смартфона до загроз відносять геолокацію, що означає, що телефон може визначити його місцезнаходження та опублікувати його в Інтернеті для всіх. Користувачі можуть захистити себе, оновлюючи антивірусне програмне забезпечення, використовуючи параметри безпеки та конфіденційності, завантажуючи оновлення для встановлених програм, перевіряючи електронну пошту, видаляючи шпигунське програмне забезпечення, керуючи файлами cookie, використовуючи шифрування та блокуючи спливаючі вікна.
Однак більшість людей не мають уявлення про те, як зробити все перераховане вище. Багато компаній наймають професіоналів для вирішення таких питань, але більшість людей можуть лише зробити все можливе, щоб навчитися цьому самотужки.
У 1998 році Федеральна торгова комісія США розглянула відсутність конфіденційності для дітей в Інтернеті і створила Закон про захист конфіденційності дітей в Інтернеті (COPPA). Закон COPPA обмежує можливості збору інформації від дітей та створення попереджувальних повідомлень, якщо була представлена потенційна шкідлива інформація або вміст. У 2000 році для впровадження політики безпеки в Інтернеті було розроблено Закон про захист дітей в Інтернеті (CIPA). Політика вимагала вжиття заходів захисту технологій, які можуть фільтрувати або блокувати доступ дітей до Інтернету та фотографій, що можуть бути шкідливими для них. Школи та бібліотеки повинні дотримуватися цих вимог, щоб отримати знижки від програми E-rate . Ці закони, інформаційні кампанії, стратегії батьківського нагляду та Інтернет-фільтри можуть допомогти зробити Інтернет безпечнішим для дітей у всьому світі.
Побоювання користувачів Інтернету щодо конфіденційності становлять серйозний виклик (Dunkan, 1996; Till, 1997). Завдяки розвитку технологій доступ до Інтернету став доступним для використання з будь-якого пристрою в будь-який час. Однак збільшення доступу з кількох джерел збільшує кількість точок доступу для атаки. Під час онлайн-опитування приблизно сім із десяти людей відповіли, що найбільше їх хвилює їхня конфіденційність в Інтернеті, а не поштою чи телефоном. Конфіденційність в Інтернеті повільно, але впевнено стає загрозою, оскільки особисті дані людини можуть потрапити в чужі руки, якщо воно потрапили в Інтернет.

### Адреси Інтернет-протоколу (IP)
Усі вебсайти отримують, а багато хто відстежує IP-адресу комп'ютера відвідувача. Компанії з часом порівнюють дані, щоб пов'язати ім'я, адресу та іншу інформацію з IP-адресою. Існує неоднозначність щодо того, наскільки приватні IP-адреси. Суд Європейського Союзу постановив, що їх потрібно розглядати як особисту інформацію, якщо вебсайт, який їх відстежує, або третя сторона, наприклад постачальник послуг, знає ім'я або адресу власника IP-адреси, що було б вірно для статичних IP-адрес, а не для динамічних.
Правила Каліфорнії стверджують, що IP-адреси потрібно розглядати як особисту інформацію, якщо компанія самостійно може пов'язати їх з іменем та адресою.
Суд Альберти постановив, що поліція може отримати IP-адреси та пов'язані з ними імена і адреси без ордера на обшук; Поліція Калгарі, Альберта, знайшла IP-адреси, які використовувались для онлайн-злочинів. Постачальник послуг надав поліції імена та адреси, пов'язані з цими IP-адресами.

### HTTP файли cookies
Файли cookie — це дані, що зберігаються на комп'ютері користувача і допомагають в автоматичному доступі до вебсайтів чи вебфункцій, або іншої інформацію про стан, необхідну для складних вебсайтів. Вони також можуть використовуватися для відстеження користувачів, зберігаючи спеціальні дані історії використання в файлах cookie, і такі файли cookie — наприклад, ті, що використовуються Google Analytics — називаються файлами cookie для відстеження. Файли cookie є загальною проблемою у сфері конфіденційності в Інтернеті. Хоча розробники вебсайтів найчастіше використовують файли cookie для законних технічних цілей, трапляються випадки зловживання. У 2009 році двоє дослідників відзначили, що профілі соціальних мереж можуть бути підключені до файлів cookie, що дозволить підключити профіль соціальної мережі до «звичок» перегляду користувачем.
У минулому вебсайти, як правило, не повідомляли користувачам про збереження файлів cookie, хоча вони використовуються як способи складання довгострокових записів історії перегляду приватними особами — проблема конфіденційності спонукала законодавців Європи та США вжити заходів у 2011 році Файли cookie також можуть бути корисними для комп'ютерної криміналістики . У минулі роки більшість комп'ютерних користувачів не були повністю обізнані про файли cookie, але вони усвідомлювали про можливий шкідливий вплив файлів cookie в Інтернеті: нещодавнє дослідження показало, що 58 % користувачів видалили файли cookie зі своїх комп'ютерів принаймні один раз, і що 39 % користувачів щомісяця видаляють файли cookie.
Оскільки файли cookie є основним способом націлювання рекламодавців на потенційних клієнтів, а клієнти видаляють файли cookie, деякі рекламодавці почали використовувати постійні файли cookie Flash і зомбі-куки, але сучасні браузери та програмне забезпечення для захисту від шкідливих програм тепер можуть виявляти, блокувати та видаляти такі файли cookie.
Розробники файлів cookie передбачали, що лише вебсайт, який спочатку розповсюджував файли cookie користувачам, міг отримати їх повертаючи лише ті дані, якими вже володіє. Однак на практиці програмісти можуть обійти це обмеження.
Cookies має свої переваги. Одна з них полягає в тому, що для вебсайтів, які ви часто відвідуєте, файли cookie можуть дозволити вам не вводити пароль при кожному вході в систему. Файл cookie також може відстежувати ваші вподобання, щоб показувати вам вебсайти, які можуть вас зацікавити. Файли cookie дозволяють використовувати більшість вебсайтів безкоштовно без будь-яких видів оплати. Деякі з цих переваг також розглядаються як негативні. Наприклад, одним із найпоширеніших способів крадіжки є хакери, які викрадають ваше ім'я користувача та пароль, що зберігаються в файлах cookie. Хоча багато сайтів безкоштовні, вони продають свій простір рекламодавцям. Ці оголошення, персоналізовані відповідно до ваших уподобань, іноді можуть зависати на комп'ютері або викликати роздратування. Файли cookie в основному нешкідливі, за винятком файлів cookie від третіх сторін. Ці файли cookie створюються не самим вебсайтом, а компаніями, які використовують рекламні веббанери. Ці сторонні файли cookie небезпечні, оскільки вони беруть ту саму інформацію, що й звичайні файли cookie, наприклад, звички перегляду та часто відвідувані вебсайти, але потім вони передають цю інформацію іншим компаніям.
Файли cookie часто асоціюються зі спливаючими вікнами, оскільки ці вікна досить часто, хоча й не завжди, пристосовані до вподобань людини. Ці вікна викликають роздратування, оскільки кнопка закриття може бути стратегічно прихована в малоймовірній частині екрану. У найгіршому випадку ці спливаючі оголошення можуть на ввесь екран, і поки хтось намагається їх закрити, вони можуть відкрити в браузері інший небажаний вебсайт.
Файли cookie сприймаються так негативно, тому що їх значення не розуміють і вони залишаються непоміченими, поки хтось просто користується Інтернетом. Ідея про те, що за кожним рухом, який можна зробити під час перебування в Інтернеті, спостерігають, лякає більшість користувачів.
Деякі користувачі вирішують вимкнути файли cookie у своїх веббраузерах. Така дія може зменшити деякі ризики конфіденційності, але може серйозно обмежити або перешкодити функціональності багатьох вебсайтів. Усі великі вебпереглядачі мають вбудовану можливість відключення, та не вимагають жодних зовнішніх програм. В якості альтернативи користувачі можуть видаляти будь-які збережені файли cookie. Деякі браузери (наприклад, Mozilla Firefox і Opera) пропонують можливість автоматичного очищення файлів cookie, коли користувач закриває браузер. Існують побоювання, що переваги видалення файлів cookie для конфіденційності були перебільшені.
Процес профілювання (також відомий як «відстеження») збирає та аналізує декілька подій, кожна з яких відноситься до однієї сутності для того, щоб отримати інформацію (особливо про моделі діяльності), що стосується вихідної сутності. Деякі організації займаються профілюванням перегляду вебсторінок, збираючи URL-адреси відвідуваних сайтів. Отримані профілі потенційно можуть зв'язуватися з інформацією, яка ідентифікує особу, що здійснила перегляд.
Деякі веборієнтовані організації маркетингових досліджень можуть використовувати цю практику законно, наприклад, для створення профілів «типових користувачів Інтернету». Такі профілі, які описують середні тенденції великих груп користувачів Інтернету, а не конкретних осіб, можуть виявитися корисними для аналізу ринку . Хоча зведені дані не є порушенням конфіденційності, деякі люди вважають, що початкове профілювання порушує їхні права.
Профілювання стає більш спірним питанням відносно конфіденційності, коли узгодження даних пов'язує профіль особи з особистою інформацією особи.

### Flash cookies
Коли деяка частина користувачів вирішила вимкнути файли cookie HTTP, щоб зменшити ризики конфіденційності, були винайдені нові типи файлів cookie: оскільки файли cookie є основним способом націлювання рекламодавців на потенційних клієнтів, а деякі клієнти видаляли файли cookie, рекламодавці почали використовувати постійні файли cookie та зомбі cookie. У дослідженні 2009 року було виявлено, що файли cookie Flash є популярним механізмом для зберігання даних на 100 найбільш відвідуваних сайтах. Інше дослідження соціальних мереж у 2011 році показало, що «з 100 найкращих вебсайтів 31 мав принаймні один збіг файлів cookie HTTP та Flash». Однак сучасні браузери та програмне забезпечення для захисту від шкідливих програм тепер можуть або виявляти, блокувати та видаляти такі файли cookie.
Файли Flash cookie, також відомі як локальні спільні об’єкти, працюють так само, як і звичайні файли cookie, і використовуються Adobe Flash Player для зберігання інформації на комп'ютері користувача. Вони мають подібний ризик конфіденційності, як і звичайні файли cookie, але їх не так легко блокувати, а це означає, що можливість у більшості вебпереглядачів не приймати файли cookie не впливає на Flash cookie. Один із способів переглядати й керувати ними — це розширення чи доповнення для браузера. Файли cookie Flash відрізняються від файлів cookie HTTP в тому сенсі, що вони не передаються від клієнта назад до сервера. Веббраузери зчитують і записують ці файли cookie та можуть відстежувати будь-які дані про використання Інтернету.

### Evercookies
Evercookies, створені Самі Камкаром, — це програми на основі JavaScript, які створюють файли cookie у веббраузері, які активно «опираються» видаленню шляхом надмірного копіювання самих себе в різних формах на пристрої користувача (наприклад, Flash Local Shared Objects, різні механізми зберігання HTML5, кешування назв window.name тощо), а також відновленню копій, які відсутні або термін дії яких закінчився. Evercookie досягає цього, зберігаючи дані cookie в кількох типах механізмів зберігання, доступних у локальному браузері. Він має можливість зберігати файли cookie в більш ніж десяти типах механізмів зберігання, щоб, потрапивши на комп'ютер, вони вже ніколи з нього не зникли. Крім того, якщо evercookie виявив, що користувач видалив будь-який із типів файлів cookie, він повторно створює їх, використовуючи кожен доступний механізм. Evercookies — це один із видів зомбі-печива (zombie cookie). Однак сучасні браузери та програмне забезпечення для захисту від шкідливих програм тепер можуть блокувати або виявляти та видаляти такі файли cookie.

#### Використання проти шахрайства
Деякі компанії, що борються з шахрайством, усвідомили потенціал evercookies для захисту від кіберзлочинців. Ці компанії вже приховують невеликі файли в кількох місцях на комп'ютері зловмисника, але хакери зазвичай можуть легко від них позбутися. Перевага файлів evercookies полягає в тому, що вони протистоять видаленню і можуть самостійно відновлюватися.

#### Використання в рекламі
Існують суперечки щодо того, де слід провести межу щодо використання цієї технології. Файли cookie зберігають унікальні ідентифікатори на комп'ютері людини, які використовуються для прогнозування того, чого людина хоче. Багато рекламних компаній хочуть використовувати цю технологію для відстеження того, що їхні клієнти дивляться в Інтернеті. Так звана поведінкова реклама в Інтернеті, дозволяє рекламодавцям відстежувати відвідування вебсайтів споживача для персоналізації та націлювання реклами. Evercookies дають змогу рекламодавцям продовжувати відстежувати клієнта незалежно від того, видалені їхні файли cookie чи ні. Деякі компанії вже використовують цю технологію, але етичність даної технології все ще обговорюється.

#### Критика
Анонімайзер «nevercookies» є частиною безкоштовного плагіна Firefox, який захищає від evercookies. Цей плагін розширює режим приватного перегляду Firefox, щоб користувачі були повністю захищені від усіх файлів cookie. Nevercookies усувають весь процес ручного видалення, зберігаючи файли cookie, які потрібні користувачам, наприклад історію перегляду та збережену інформацію облікового запису.

### Цифровий відбиток пристрою
Цифровий відбиток пристрою — це інформація, зібрана про програмне та апаратне забезпечення віддаленого комп'ютерного пристрою з метою ідентифікації окремих пристроїв, навіть якщо постійні файли cookie не можуть бути прочитані або збережені в браузері, IP-адреса клієнта прихована, і навіть якщо здійснюється перемикання на інший браузер на тому ж пристрої. Це може дозволити постачальнику послуг виявляти та запобігати крадіжці особистих даних та шахрайству з кредитними картками, а також складати довгострокові записи історії перегляду окремих осіб, навіть якщо вони намагаються уникнути відстеження, що викликає серйозне занепокоєння у прихильників конфіденційності в Інтернеті.

### Потрійне рукостискання
Потрійне рукостискання — це з'єднання даних HTTP від клієнтських пристроїв до адрес в Інтернеті, які відрізняються від вебсайту, на якому користувач зараз переглядає. Багато альтернативних технологій відстеження файлів cookie засновані на потрійному рукостисканні. Їхня важливість зросла протягом останніх років і навіть прискорилася після того, як Mozilla (2019), Apple (2020) і Google (2022) оголосили про блокування сторонніх файлів cookie за замовчуванням. Такі запити можна використовувати для вбудовування зовнішнього вмісту (наприклад, реклами) або для завантаження зовнішніх ресурсів і функцій (наприклад, зображень, значків, шрифтів, капчі, ресурсів JQuery та багатьох інших). Залежно від типу завантаженого ресурсу, такі запити можуть дозволити третім сторонам використати цифровий відбиток пристрою або розмістити будь-який інший тип маркетингового тега. Незалежно від наміру, такі запити часто розкривають інформацію, яка може бути конфіденційною, і їх можна використовувати для відстеження окремо або в поєднанні з іншою особистою інформацією.

### Пошукові системи
Пошукові системи мають можливість відстежувати пошуки користувача. Особиста інформація може бути розкрита шляхом пошуку за пристроєм, обліковим записом або IP-адресою користувача, пов'язаними з пошуковими термінами. Пошукові системи заявляють про необхідність зберігати таку інформацію, щоб надавати кращі послуги та захистити від шахрайства. Пошукова система призначає кожному користувачу певний ідентифікаційний номер. Ті, хто контролює базу даних, часто ведуть записи про те, куди в Інтернеті перйшов кожен користувач. Одним із прикладів є система AOL. AOL має базу даних на 21 мільйон користувачів, кожен з яких має власний ідентифікаційний номер. Однак спосіб налаштування AOLSearch дозволяє AOL вести записи про всі вебсайти, які відвідував будь-який користувач. Незважаючи на те, що справжня особа користувача невідома, повний його профіль можна створити лише за допомогою інформації, збереженої AOLSearch. Зберігаючи записи про те, що люди запитують через AOLSearch, компанія може дізнатися багато про них, не знаючи їхніх імен.
Пошукові системи також можуть зберігати інформацію про користувача, таку як місцезнаходження та час, проведений в пошуковій системі, в період до дев'яноста днів. Більшість операторів пошукових систем використовують дані, щоб зрозуміти, які потреби користувачів мають бути задоволені. Надалі цю інформацію можуть використати з метою покращення пошуку, або, наприклад, рекламною метою в рамках пошукового маркетингу. До прикладу, Google активно використовує інформацію про пошук користувачів для показу їм контекстних та торгівельних оголошень; сервіс регулярно оновлює підходи до приватності користвачів, відповідно до регуляторних змін. Наприклад в 2024 році сервіс оновив правила приватності для Європейської економічної зони і зобов'язав власників сайтів, які використовують можливості Google, надавати користувачам можливість відмовитись від збору інформації про них. 

#### Пошукові системи/браузери, орієнтовані на конфіденційність
Такі пошукові системи, як Startpage.com, Disconnect.me і Scroogle (не діють з 2012 року), анонімізують пошуки в Google. Ось деякі з найвідоміших пошукових систем, орієнтованих на конфіденційність:

##### Brave
Безкоштовне програмне забезпечення, яке, як повідомляється, блокує онлайн-трекери та рекламу та не відстежує дані перегляду користувачів.

##### DuckDuckGo
Метапошукова система, яка поєднує результати пошуку з різних пошукових систем (крім Google) і надає деякі унікальні послуги, як-от використання вікон пошуку на різних вебсайтах та надання миттєвих відповідей «з коробки».

##### Tor Browser
Безкоштовне програмне забезпечення, що надає доступ до анонімної мережі, що дозволяє анонімне спілкування. Він спрямовує інтернет-трафік за допомогою кількох реле. Цей метод шифрування перешкоджає іншим відстежувати певного користувача, таким чином дозволяючи приховати IP-адресу та іншу особисту інформацію користувача.